# Hamm (Luxemburg)
Hamm (en luxemburguès: Hamm) és un dels 24 barris de la ciutat de Luxemburg. El 2014 tenia 1.370 habitants.
Situat a l'est de la ciutat és un dels pocs districtes encara majorment habitat pels luxemburguesos, Alberga la seu del Football Club Rapid Mansfeldia Hamm Benfica.

## Història
Hamm va ser un municipi del cantó de Luxemburg del 20 de desembre de 1873, fins que va ser separat del poble de Sandweiler el 26 de març 1920 i va ser incorporat a la ciutat de Luxemburg junt amb Hollerich i Rollingergrund.
Des de 1944 està dins del barri el Cementiri i monument dels Estats Units de Luxemburg, dels soldats dels Estats Units que van lluitar a la Segona Guerra Mundial i de la batalla de les Ardenes, incloent general Patton.